# Pieve di San Giovanni in Petroio

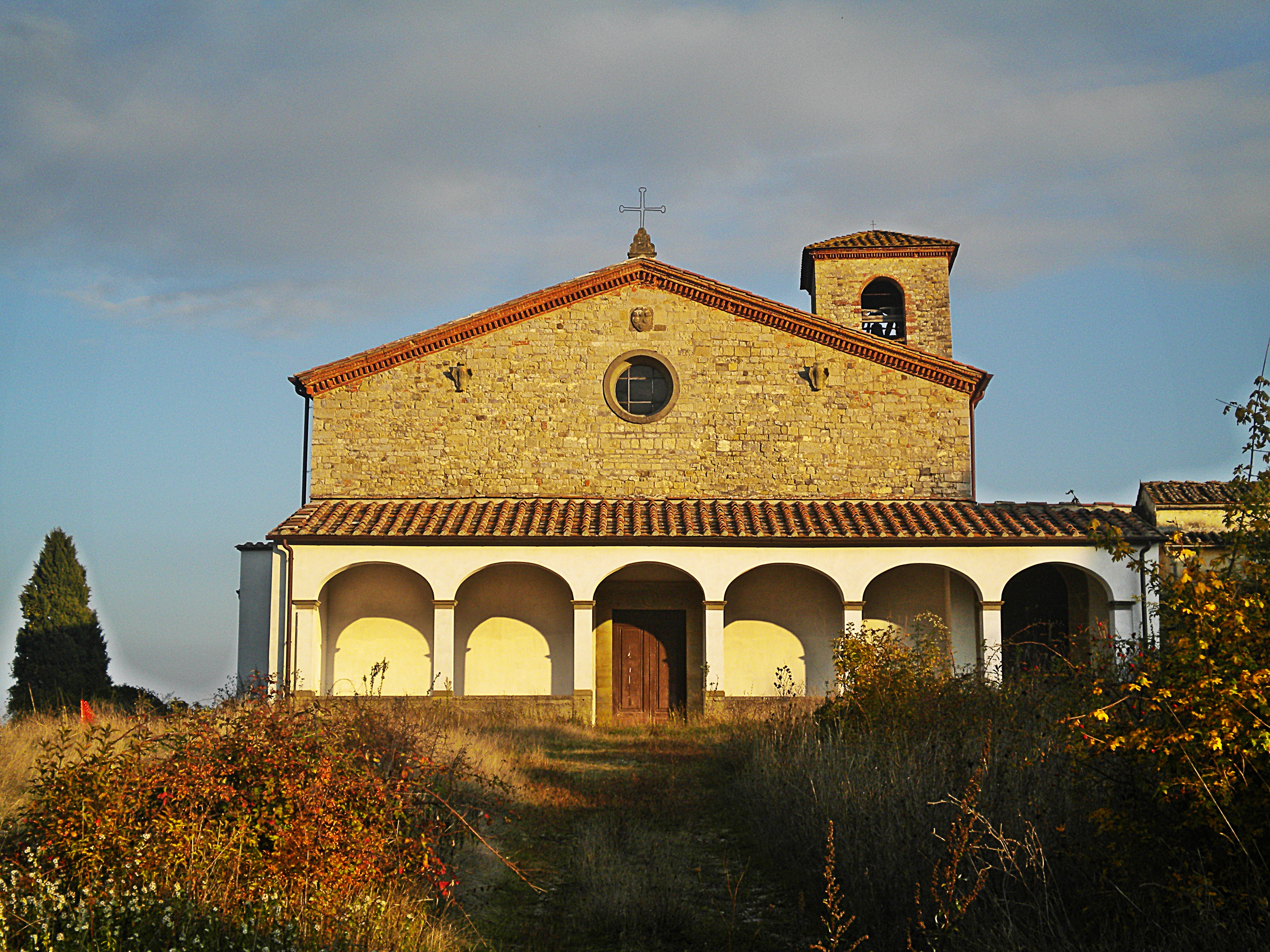
San Giovanni in Petroio

La pieve di San Giovanni in Petroio si trova nel comune di Barberino di Mugello.

## Storia e descrizione
Documentata nel 1078, la pieve era direttamente controllata dal vescovo fiorentino.
La chiesa ha un impianto a tre navate spartite da pilastri a sezione circolare che reggono archeggiature di differente ampiezza e forma. L'edificio fu forse edificato da maestranze locali alle quali sono da imputarsi gli archi irregolari e il paramento murario piuttosto rozzo, come pure la decorazione dei capitelli con elementi arcaici, desunti dal repertorio altomedievale. Da notare l'elevazione della navata centrale rispetto a quelle minori, non percepibile all'esterno, dove la facciata ha un profilo a capanna.
All'interno si segnala la presenza di un fonte battesimale del XV secolo.